# Episodi di Treadstone
La prima e unica stagione della serie televisiva Treadstone, composta da 10 episodi, è stata trasmessa in prima visione assoluta in contemporanea negli Stati Uniti d'America sul canale USA Network dal 24 settembre 2019, tre settimane prima della première del 15 ottobre 2019, al 17 dicembre 2019.
In Italia la stagione è stata distribuita su Prime Video, servizio di video on demand offerto da Amazon, il 10 gennaio 2020.
| n° | Titolo originale      | Titolo italiano                  | Prima TV USA      | Prima TV Italia |
| -- | --------------------- | -------------------------------- | ----------------- | --------------- |
| 1  | The Cicada Protocol   | Il protocollo cicala             | 24 settembre 2019 | 10 gennaio 2020 |
| 2  | The Kwon Conspiracy   | La cospirazione conosciuta       | 22 ottobre 2019   | 10 gennaio 2020 |
| 3  | The Berlin Proposal   | La proposta Berlino              | 29 ottobre 2019   | 10 gennaio 2020 |
| 4  | The Kentucky Contract | Il contratto Kentucky            | 5 novembre 2019   | 10 gennaio 2020 |
| 5  | The Bentley Lament    | Il lamento di Bentley            | 12 novembre 2019  | 10 gennaio 2020 |
| 6  | The Hades Awakening   | Il risveglio dell'Ade            | 19 novembre 2019  | 10 gennaio 2020 |
| 7  | The Paradox Andropov  | Il paradosso Andropov            | 26 novembre 2019  | 10 gennaio 2020 |
| 8  | The McKenna Erasure   | La cancellazione Mickenna        | 3 dicembre 2019   | 10 gennaio 2020 |
| 9  | The Seoul Asylum      | L'istituto psichiatrico di Seoul | 10 dicembre 2019  | 10 gennaio 2020 |
| 10 | The Cicada Covenant   | Il patto della cicala            | 17 dicembre 2019  | 10 gennaio 2020 |

## Il protocollo cicala
- Titolo originale: The Cicada Protocol
- Diretto da: Ramin Bahrani
- Scritto da: Tim Kring

### Trama
Nel 1973 a Berlino Est, l'agente della CIA catturato, John Randolph Bentley, sfugge a un programma sovietico di modifica del comportamento chiamato Cicala. Nella odierna Londra, il generale nordcoreano Kwon racconta a Tara Coleman, un ex giornalista, che le "cicale" sono state attivate, con eventi collegati al programma smantellato chiamato Treadstone e a un missile nucleare della Guerra Fredda scomparso ("Stiletto Six"). Successivamente il generale viene assassinato da Soyun Pak dopo che è stata attivata.
- Ascolti USA: 810 000 telespettatori[6]

## La cospirazione conosciuta
- Titolo originale: The Kwon Conspiracy
- Diretto da: Alex Graves
- Scritto da: Tim Kring

### Trama
Nel 1973, Bentley torna alla stazione di Berlino della CIA, ma è costretto a fuggire quando credono che sia stato plagiato dai suoi rapitori. Nel presente, Tara ha localizzato la figlia di Kwon a Parigi e si attiva per proteggerla e portarla all'ambasciata ecuadoriana; vengono inseguite da agenti nordcoreani che vogliono assassinarle.
- Ascolti USA: 530 000 telespettatori[7]

## La proposta Berlino
- Titolo originale: The Berlin Proposal
- Diretto da: Alex Graves
- Scritto da: Rebecca Dameron e Dave Kalstein

### Trama
Nel 1973 a Berlino Est, Bentley torna nella struttura dell'esperimento Cicala e la trova vuota. Nel presente, Petra Andropov arriva a Mosca, ma i suoi ex supervisori la liberano dell'incarico che le era stato affidato e poi cercano di ucciderla. Edwards individua un medico, Martin Wells, che lavorava al condizionamento mentale per Treadstone e insieme interrogano una risorsa sospetta. Soyun ha il compito di trovare prove contro il comandante del marito. Doug McKenna riceve la visita di un uomo di Treadstone, quando si rifiuta di seguirlo iniziano e lottare e viene salvato da Samantha, la moglie di McKenna, che lo uccide.
- Ascolti USA: 590 000 telespettatori[8]

## Il contratto Kentucky
- Titolo originale: The Kentucky Contract
- Diretto da: Brad Anderson
- Scritto da: Tim Walsh e Dave Kalstein
- Storia di: Tim Walsh

### Trama
Samantha McKenna rivela a Doug che è stata ufficiale medico nel programma Treadstone. Becker segue le piste a Langley sul programma. Stephen Haynes fugge, uccidendo il dottor Wells, e viene inseguito da Edwards.
- Ascolti USA: 420 000 telespettatori[9]

## Il lamento di Bentley
- Titolo originale: The Bentley Lament
- Diretto da: Brad Anderson
- Scritto da: Patrick Aison

### Trama
Nel 1973, Bentley ripercorre le sue stesse orme fino a Budapest, cercando di ricordare cosa è successo mentre era prigioniero. Lì scopre che, mentre era sotto l'influenza del programma Cicala, ha assunto ruoli importanti nelle torture e negli omicidi approvati dal KGB, di cui non ha alcun ricordo. Nel presente, Doug accetta con riluttanza l'incarico che gli è stato ordinato da Treadstone e assassina il suo bersaglio, nonostante la resistenza iniziale a cedere al suo controllo mentale pre-programmato. In Corea del Nord, Soyun ha l'incarico di consegnare i documenti di "Stiletto Six" a un'altra assassina di Treadstone, Nira Patel.
- Ascolti USA: 520 000 telespettatori[10]

## Il risveglio dell'Ade
- Titolo originale: The Hades Awakening
- Diretto da: Wayne Yip
- Scritto da: Dave Kalstein e Michael Brandon Guercio

### Trama
Nel 1973, Bentley si ritrova in un locale hippie sotterraneo a Budapest e riceve una droga per calmare il suo stress. Comincia allora a recuperare i suoi ricordi di essere stato catturato dal KGB e di essere stato sottoposto al lavaggio del cervello per diventare un soggetto del programma Cicala, insieme ad altri ricordi di aver ucciso altri agenti della CIA, mentre era condizionato. Proprio quando ricorda tutto, il KGB fa irruzione nel locale e Bentley viene di nuovo catturato da Petra. Al giorno d'oggi, Doug riesce a sfuggire alle forze governative corrotte inviate per ucciderlo mentre Edwards pensa di combattere contro Treadstone con l'aiuto di Haynes.
- Ascolti USA: 410 000 telespettatori[11]

## Il paradosso Andropov
- Titolo originale: The Paradox Andropov
- Diretto da: Wayne Yip
- Scritto da: Marc Bernardin e Dave Kalstein (sceneggiatura); Marc Bernardin (soggetto)

### Trama
Come parte del suo piano, Petra sembra aiutare Bentley ad eludere le forze del KGB, manipolandolo per fargli credere che Meisner, il medico che sta dietro al programma Cicala, sia sopravvissuto e abbia spostato l'operazione in una nuova sede dove si trova rinchiuso Matheson, un agente della CIA. Nel presente, Soyun va sotto copertura da sola per sabotare un ufficiale militare di alto rango che la sta ricattando per farla lavorare per lui, mentre Petra rintraccia Yuri Leniov in Grecia e scopre che sta vendendo il missile nucleare "Stiletto Six" alla Corea del Nord.
- Ascolti USA: 500 000 telespettatori[12]

## La cancellazione Mickenna
- Titolo originale: The McKenna Erasure
- Diretto da: Salli Richardson
- Scritto da: Tyler Hisel e Dave Kalstein

### Trama
Nel tentativo di salvare un uomo preso di mira e assassinato con successo da Treadstone, Doug riesce a uccidere la risorsa inviata per eseguire l'ordine e assume la sua identità per perseguire la verità con l'aiuto della moglie, Samantha. Tara si infiltra nell'archivio militare di stato russo per ottenere informazioni sul progetto "Stiletto Six" e sul programma Cicala, nel frattempo Soyun scopre che è previsto un colpo di stato in Corea del Nord e che suo marito sarà il capro espiatorio, consegnandosi così agli americani in cambio di informazioni che promette di consegnare alla CIA. Haynes si sacrifica per Edwards per poter proseguire le indagini su Treadstone senza rappresentare una minaccia nazionale.
- Ascolti USA: 530 000 telespettatori[13]

## L'istituto psichiatrico di Seoul
- Titolo originale: The Seoul Asylum
- Diretto da: Salli Richardson
- Scritto da: Dave Kalstein (sceneggiatura); Nneka Gerstle (soggetto)

### Trama
Riportando Bentley nella struttura di Meisner a Bucarest, Petra è accusata di aver inscenato la sua fuga insieme a Matheson e a un agente britannico catturato e sottoposto al programma di lavaggio del cervello, facendo fuori Meisner lungo la strada, ancora una volta, ha affermato che il suo sacrificio è parte del piano. Nel presente, Soyun fa un accordo con la CIA per assassinare il colonnello Shin, l'uomo che la ricattava, in cambio della protezione della sua famiglia. Ellen Becker viene estorta a lavorare per la fazione riattivata di Treadstone all'interno dell'agenzia, mentre Tara si rivolge a Petra per chiedere aiuto per lo smantellamento di "Stiletto Six", solo che quando il suo telefono squilla, la suoneria della filastrocca la risveglia, svelando che anche lei è una risorsa cicala.
- Ascolti USA: 500 000 telespettatori[14]

## Il patto della cicala
- Titolo originale: The Cicada Covenant
- Diretto da: Jeremy Webb
- Scritto da: Dave Kalstein (sceneggiatura); Jill Snyder (soggetto)

### Trama
Con l'aiuto di Becker, l'unità Treadstone riesce a mettere in sicurezza la testata nucleare. Tara viene mandata ad assassinare Yuri Leniov, ma non ci riesce. Mentre Edwards è sulle tracce di una missione attiva che Treadstone doveva intraprendere, la risorsa tenta di assassinarlo ma viene salvato da Tara, i due scompaiono insieme. Il direttore delle operazioni, Dan Levine, viene ucciso da Nira Patel quando troppe risorse si ribellano, portando Treadstone a distogliere l'attenzione dalla Russia a causa del fallimento dell'accordo di Leniov. Doug finge la morte di un bersaglio in Colombia per guadagnare un po' di tempo per capire come affrontare la sua prossima mossa, mentre Petra cerca l'aiuto di un anziano John Randolph Bentley per far fuori definitivamente Treadstone.
- Ascolti USA: 370 000 telespettatori[15]